# 欧内斯特·卢瑟福
歐内斯特·拉塞福，第一代尼爾森的拉塞福男爵，OM，FRS（英語：Ernest Rutherford, 1st Baron Rutherford of Nelson，1871年8月30日—1937年10月19日），新西兰物理学家，被誉为“原子核物理學之父”、“继法拉第之后最伟大的实验物理学家”。
拉塞福首先提出放射性半衰期的概念，證實放射性涉及從一個元素到另一個元素的遷變。他又將放射性物質按照貫穿能力分類為α射線與β射線，並且證實前者就是氦離子。因為「对元素蜕变以及放射化学的研究」，他榮獲1908年諾貝爾化學獎。
拉塞福領導團隊成功地證實在原子的中心有個原子核，創建了拉塞福模型。他最先成功地在氮與α粒子的核反應裏將原子分裂，他又在同實驗裏發現了質子，並且為質子命名。第104號元素為紀念他而命名为“鑪”。

## 生平
1871年8月30日，卢瑟福生在紐西蘭尼爾森附近的斯普林格罗夫（现属布赖特沃特），家裏有兄弟姊妹12人，他的父親從事生產枕木及切割亞麻的工作，小時候常在家裡的鋸木廠及亞麻廠幫忙，因此教育孩子的責任都落於母親身上。他國中就讀海夫洛克，畢業後他決定爭取尼尔森學院的獎學金，這段就學期間是他一生最難忘的回憶，在他臨終前仍不忘叮嚀他的太太要捐100磅給尼爾森學院，接著1890年他進入坎特伯雷大学在那裏他遇見了他最敬仰的教授，在他們的引導下卢瑟福對於科學的研究更加強烈，并已经做了两年电子学的先锋研究。而後1891年他以"電磁研究"獲得科展的獎學金。
1895年，卢瑟福獲得獎學金，據聞這天他正在田裡挖馬鈴薯，卢瑟福得知考上獎學金，將手中的鐵鍬丟掉說：“這是我挖的最後一顆馬鈴薯了”。到英国剑桥大学三一学院卡文迪许实验室做博士研究後，最開心的就是接受约瑟夫·汤姆孙的指導。剛從紐西蘭到劍橋時，整日埋頭苦讀，被看作「光會挖土的野兔子」。在那里他暂短地保持了发现世界最长无线电波（2英里）的纪录，後來跟隨發現電子的汤姆孙做研究。在研究物质放射性期间，他创造了术语：α（阿尔法）和β（贝塔）射线，又經測定發現β射线是速度快、穿透力強的電子。
在1898年，卢瑟福被指派担任加拿大麦吉尔大学物理系主任，實驗中他發現了放射性的半衰期，並將放射性物質命名為α和β射線，這項實驗被授予1908年的諾貝爾化學獎，因為他調查到解體的元素、化學和放射性物質。他证明了放射性是原子的自然衰变。但他不是很高興，因為他自認為是物理學家，而非化學家。他的一个名言是，“科学只有物理一个学科，其他不过相当于集邮活动而已”。他注意到在一个放射性物质样本裡，一半的样本衰变的时间几乎是不变的， 这就是该物质的“半衰期”，并且他还就此现象建立了一个实用的方法，以物质半衰期作为时钟来检测地球的年龄，结果证明地球要比大多数科学家认为的老得多。
在1907年他搬到英國已經是諾貝爾獎得主。1908年卢瑟福在英國曼徹斯特大學同實驗助手漢斯·蓋革用α粒子撞擊薄金屬箔紙，他發現相當可觀的散射。隔年，在拉塞福的指導下，蓋革和二十三歲大學生欧内斯特·马斯登於做實驗用α粒子散射於薄金箔紙，這就是著名的拉塞福散射實驗，其展示出α粒子可以被大角度散射，因此徹底推翻了湯姆森的梅子布丁模型。他知道這散射結果時驚嘆，這是他一生中最難以置信的事件…如同你用15吋巨砲朝著一張衛生紙射擊，而炮彈卻被反彈回來而打到你自己一般地難以置信。1911年，卢瑟福在曼徹斯特文學與哲學學會的會議上宣布他的意外發現，同年，他將論文發表於当地的哲学与科学杂志。在這篇論文裡，提出了卢瑟福模型，這是描述原子的一種核子模型；原子的中心有一個帶正電、帶質量的原子核，在原子核的四周是帶負電的電子雲。從拉塞福模型，拉塞福推導出散射公式，其預測與實驗結果相符合。然而，在拉塞福散射實驗裡，主角是原子核，而電子並不重要，因此拉塞福不能空口無憑地給出電子的排列方式。:51-53:14

### 晚年和荣誉
卢瑟福在1914年被授予爵士爵位。在第一次世界大战期间，他研究潜艇探测的实际困难。1916年，他被授予海克特纪念奖章。1919年，他回到卡文迪许实验室，继约瑟夫·汤姆孙之后成为实验室主任和卡文迪许教授。在他的指导下，詹姆斯·查德威克因为发现了中子于1932年获得诺贝尔奖。约翰·考克饶夫和欧内斯特·沃尔顿完成了一个利用粒子加速器分裂原子的实验并在日后获得诺贝尔奖。爱德华·阿普尔顿证明了电子层的存在，并也在日后获得诺贝尔奖。他的學生中总共有丹麥的玻尔、德國的哈恩、前蘇聯的卡皮察等十位諾貝爾獎得主。1925年至1930年期间，他担任了皇家学会会长以及后来的难民学者协助理事会主席，帮助了来自德国的近1000名大学学者难民。1925年卢瑟福獲得英國政府頒發功績勳章，1931年被封為尼尔森的卢瑟福男爵。他只有一位女兒，故爵位在他死後斷絕。
在早些时候，卢瑟福就患有轻微的疝气，但他一直不太重视，没有好好治疗它，最后发展成绞窄性肠梗阻，使得他病得很严重。1937年，尽管在伦敦做过一次紧急手术，卢瑟福还是在剑桥于4天後死于医生所说的“肠麻痹”。他的遗体在戈德斯格林火葬场被火化，之后被给以很高荣誉的葬在西敏寺中，靠近牛顿和其他著名英国科学家。

## 科学研究

### 金箔實驗

顶部：预期的实验结果：α粒子穿过未被扰动的梅子布丁模型式的原子。
底部：观测到的结果：少量的粒子被偏转，表明有一个电荷集中的小核。 这里的图像并不是依照比例，实际中原子核远小于电子层。

1909年，卢瑟福和汉斯·盖革以及歐內斯特·馬士登在英国曼彻斯特大学进行了盖革－马士登实验。实验是用α粒子束轰击真空室中的金箔。实验表明了原子具有核的特征。在实验中，卢瑟福灵感所至，要求盖革和马士登寻找具有大偏转角的α粒子。在当时，没有任何一个理论预期过这类粒子。这种稀有的偏向被观测到了，并被证明是平滑的但符合高阶偏向角函数。卢瑟福解释了这些数据，并在1911年总结出原子的卢瑟福模型的公式。该模型认为，包含大部分原子质量的带正电的小核與圍繞在四周的小质量電子雲。:51-53